# Nina Pieriewierziewa
Nina Wasiljewna Pieriewierziewa (ros. Ни́на Васи́льевна Переве́рзева, ur. 8 marca 1929 we wsi Letnik w obwodzie rostowskim, zm. 1 kwietnia 2022) – kombajnistka kołchozu, Bohater Pracy Socjalistycznej (1973).

## Życiorys
W wieku 15 lat zaczęła pracować na traktorze, po zakończeniu II wojny światowej pracowała na fermie jako członkini drużyny zmechanizowanej, 1966 ukończyła kursy mechanizatorów. Została kombajnistką kołchozu "Put' Lenina" w rejonie piesczanokopskim w obwodzie rostowskim, dzięki swojej wiedzy technicznej z czasem stała się uznanym mistrzem produkcji rolnej, 1974-1988 była drużynową kołchozu, następnie mistrzem-opiekunem kołchozu. Wniosła duży wkład w mechanizację rolnictwa w kołchozie i przyczyniła się do znaczącego zwiększenia plonów. Od 1970 członek KPZR, od marca 1981 do listopada 1982 zastępca członka, a od listopada 1982 do 1990 członek KC KPZR. Członek Rostowskiego Komitetu Obwodowego KPZR. W 2012 otrzymała honorowe obywatelstwo obwodu rostowskiego.

## Odznaczenia i nagrody
- Medal Sierp i Młot Bohatera Pracy Socjalistycznej (7 grudnia 1973)
- Order Lenina (dwukrotnie – 7 grudnia 1973 i 1976)
- Order Rewolucji Październikowej
- Order Czerwonego Sztandaru Pracy (1972)
- Nagroda Państwowa ZSRR (1977)

I medale.